# Irrational Anthems
Irrational Anthems (рус. Иррациональные Гимны) — шестой студийный альбом британской фолк-метал-группы Skyclad. Признан альбомом месяца по версии журнала Metal Hammer.
Обозреватели отмечают разнообразие и стилистические эксперименты на альбоме. «Здесь есть все: уникальный Prog-Metal, высокотехничный плюс „мягкий“ Thrash, симфонический и „гитарный“ Арт-Рок, Шотландский Фолк, и даже обработка „Танца с саблями“ А. Хачатуряна (инструментал, конечно)». Журнал Rockcor пишет: «Кажется почти невозможным отнести эту единственную в своем роде музыку к какой-нибудь категории».

## Список композиций
1. «Inequality Street» — 4:05
2. «The Wrong Song» — 3:56
3. «Snake Charming» — 4:04
4. «Penny Dreadful» — 3:08
5. «The Sinful Ensemble» — 5:21
6. «My Mother in Darkness» — 4:00
7. «The Spiral Starecase» — 2:23
8. «No Deposit, No Return» — 4:30
9. «Sabre Dance» — 3:07
10. «I Dubious» — 3:12
11. «Science Never Sleeps» — 5:05
12. «History Lessens» — 3:38
13. «Quantity Time» — 5:14

## Участники записи

### Участники группы
- Graeme English — Bass, Guitars (acoustic), Keyboards, Vocals (backing)
- Steve Ramsey — Guitars (lead, acoustic), keyboards, Vocals (backing)
- George Biddle — Fiddle, Keyboards, Piano, Vocals (backing)
- Martin Walkyier — Vocals

### Приглашённые музыканты
- Paul Smith — Drums, Percussion

### Прочие
- Kevin Ridley — Producer, Engineering
- Duncan Storr — Cover art
- Gordon Vicary — Mastering